# The Ruins
The Ruins (literalment, Les ruïnes) és una pel·lícula nord-americana de terror del 2008 dirigida per Carter Smmith i protagonitzada per Jonathan Tucker, Shawn Ashmore, Jena Malone, Laura Ramsey i Joe Anderson. La pel·lícula està basada en la novel·la homònima de Scott Smith, qui també va escriure'n el guió.

## Argument
Dos joves parelles nord-americanes (Jeff amb Amy, i Eric amb Stacy) passen les vacances a Mèxic. A la piscina del seu hotel fan amistat amb un turista alemany, Mathias, i decideixen ajudar-lo a buscar al seu germà, Heinrich. Heinrich havia conegut una arqueòloga i la va acompanyar a una excavació arqueològica en unes remotes ruïnes maies a la selva. L'endemà, Jeff, Amy, Eric, Stacy, Mathias, i Dimitri inicien el viatge en autocar cap a on havia estat vist per última vegada Heinrich. El lloc de les ruïnes s'indica en un mapa que va dibuixar Heinrich abans de marxar. Després d'un llarg viatge, el grup arriba a una vila remota prop de l'excavació i munten en un taxi atrotinat per anar fins a la destinació marcat al mapa. Després d'arribar al rastre principal, veuen el jeep d'en Heinrich i continuen caminant.
Quan arriben a les ruïnes (una piràmide maia), els habitants maies sorgeixen de la selva, armats amb arcs i armes. Mathias intenta dir-los que busquen al seu germà mostrant la seva foto al telèfon mòbil. Llavors Amy, retrocedint, trepitja accidentalment unes enfiladisses de la base de les ruïnes i els maies els apunten amb les seves armes. Dimitri intenta calmar la situació anant fins Amy i agafant la càmera, en pensar que és la causa del problema, i trepitjant també les enfiladisses. Camina cap als maies amb la intenció de donar-los la càmera, però li encerten amb una fletxa a l'espatlla i després li disparen al cap. La resta del grup fuig llavors pujant les escales de les ruïnes per escapar dels maies.
Al cim troben un campament abandonat amb dues tendes i un pou descendent en el centre. Eric i Mathias són els únics amb telèfons mòbils, però el de Eric no capta senyal i els maies segueixen tenint l'altre. Llavors senten un mòbil sonant del fons del pou. Mathias està segur que és la música del seu germà, i decideixen baixar. Mentres el baixen, la corda es trenca, i cau al fons. Mentrestant, Amy baixa les escales del temple per a raonar amb els maies. Els llança amb ràbia un matoll de les enfiladisses, les quals colpegen a un noi, el que porta als maies a matar el noi. En aquest punt s'adonen que els maies tenen por de les enfiladisses, i com tots les han tocat, els maies no els deixaran marxar. Més tard, Amy i Stacy baixen pel pou per ajudar a Mathias i trobar el telèfon mòbil. Mathias s'ha trencat l'esquena. Jeff i Eric fabriquen una llitera per pujar-lo a la superfície.
L'endemà al matí, Stacy observa que un circell d'enfiladissa ha reptat fins a una ferida de la cama. Les enfiladisses també s'han aferrat a les cames de Mathias i s'estan menjant la carn fins a l'os. Es torna a sentir el telèfon mòbil de nou. Aquesta vegada, Amy i Stacy baixen pel pou, i en una petita sala coberta d'enfiladisses es troben el cos de la jove arqueòloga de l'escena inicial i el seu telèfon mòbil, que està trencat. Amy descobreix que les flors vibren i grinyolen, reproduint el so del mòbil. A continuació les enfiladisses les ataquen, però les dues aconsegueixen escapar-se. Stacy està convençuda que les enfiladisses són vives dins d'ella i creixent. El grup s'adona que les enfiladisses són depredadores. També veuen els maies tirant sal a la terra al voltant del turó. Jeff insisteix que "quatre nord-americans de vacances no desapareixen sense més" i que l'ajuda està en camí.
En empitjorar l'estat de Mathias, Jeff li amputa les dues cames. Stacy es posa gelosa perquè Eric conforta a Amy, dient que els va sentir fent l'amor. Quan Jeff intenta calmar la situació, Stacy qüestiona la fidelitat d'Amy. Mentre els quatre discuteixen, les enfiladisses ofeguen Mathias.
Stacy sap que les enfiladisses creixen dins d'ella, així que Jeff les hi extirpa. Stacy diu que en continua tenint més, però els altres es neguen amb reticència a les seves súpliques perquè se les treguin. Quan Amy li dona a Stacy whisky perquè begui, tots poden observar com una enfiladissa passa pel front de la Stacy, però Stacy ho sent i els ho pregunta, però ells ho neguen. Mentre els altres dormen, Stacy intenta treure's les enfiladisses que té a l'interior. Jeff intenta detenir-la, però ella es gira i li fa un tall a la mà. Seguidament l'Eric intenta detenir-la i Stacy l'apunyala mortalment. Aclaparada per la culpa, li demana a Amy que la mati, Jeff agafa el ganivet i Eric és arrossegat per les enfiladisses. Mentrestant, els maies observen des de la base de la piràmide. Se sent cridar a Stacy, i els crits acaben abruptament.
Sabent que moriran, Jeff idea un pla perquè escapi l'Amy. Li unta sang per tot el cos, i la porta a la base del temple, deixant-la a terra, fent-la semblar que ha mort. Mentre distreu els maies, aquests li disparen, i l'Amy fuig. Arriba al jeep i escapa.
En l'escena final, s'observa als amics grecs de Dimitri que arriben al temple buscant-los.

### Final alternatiu
El DVD conté un final alternatiu, que mostra Amy allunyant-se de les ruïnes en el jeep, com en el final normal, però aquesta vegada les enfiladisses apareixen sota la pell de la seva cara i el seu ull s'omple de sang. L'escena passa llavors a un cementiri on un empleat camina entre les làpides xiulant Frère Jacques. Escolta la mateixa cançó en la tomba d'Amy. Al voltant de la làpida hi ha algunes flors vermelles, i quan l'empleat s'acosta per agafar-ne una, la música augmenta i l'escena s'acaba.

## Repartiment
| Actor           | Personatge                  |
| --------------- | --------------------------- |
| Jena Malone     | Amy                         |
| Jonathan Tucker | Jeff McIntire               |
| Laura Ramsey    | Stacy                       |
| Shawn Ashmore   | Eric                        |
| Joe Anderson    | Mathias                     |
| Dimitri Baveas  | Dimitri                     |
| Jesse Ramirez   | Mayan                       |
| Tyson Bradly    | Turista americà             |
| Karen Strassman | efectes vocals de The Vines |